# مادلين نوردلوند
مادلين نوردلوند هي رياضية لبارالمبية من السويد تتنافس أساسا في فئة T53 100M 800M.
شاركت نوردلوند لأول مرة في دورة الألعاب الأولمبية الصيفية في سيدني عام 2000 حيث فازت بميداليتين فضيتين في سباق 200 متر T53 و 800 متر. بعد أربع سنوات تنافست نوردلوند في الألعاب الأولمبية الصيفية لعام 2004 حيث فازت بميدالية فضية في سباق 400 متر وميدالية برونزية في سباق 800 متر. ثم عادت في بكين في الألعاب الأولمبية الصيفية 2008 وتنافست في 1000 متر و 200 متر و 400 متر و 800 متر لكنها لم تستطع أن تضيف إلى رصيدها أي ميداليات جديدة. 